# Sacco di Roma (390 a.C.)
Il sacco di Roma del 18 luglio del 390 a.C. (secondo la cronologia varroniana, 386 a.C. secondo quella polibiana) da parte dei Galli Senoni, guidati da Brenno e partiti da Senigallia, è uno degli episodi più traumatici della storia di Roma, tanto da essere riportato negli annali con il nome di Clades Gallica, ossia 'sconfitta gallica'. Ne danno testimonianza Polibio, Livio, Diodoro Siculo, Plutarco, e Strabone.

## Contesto storico

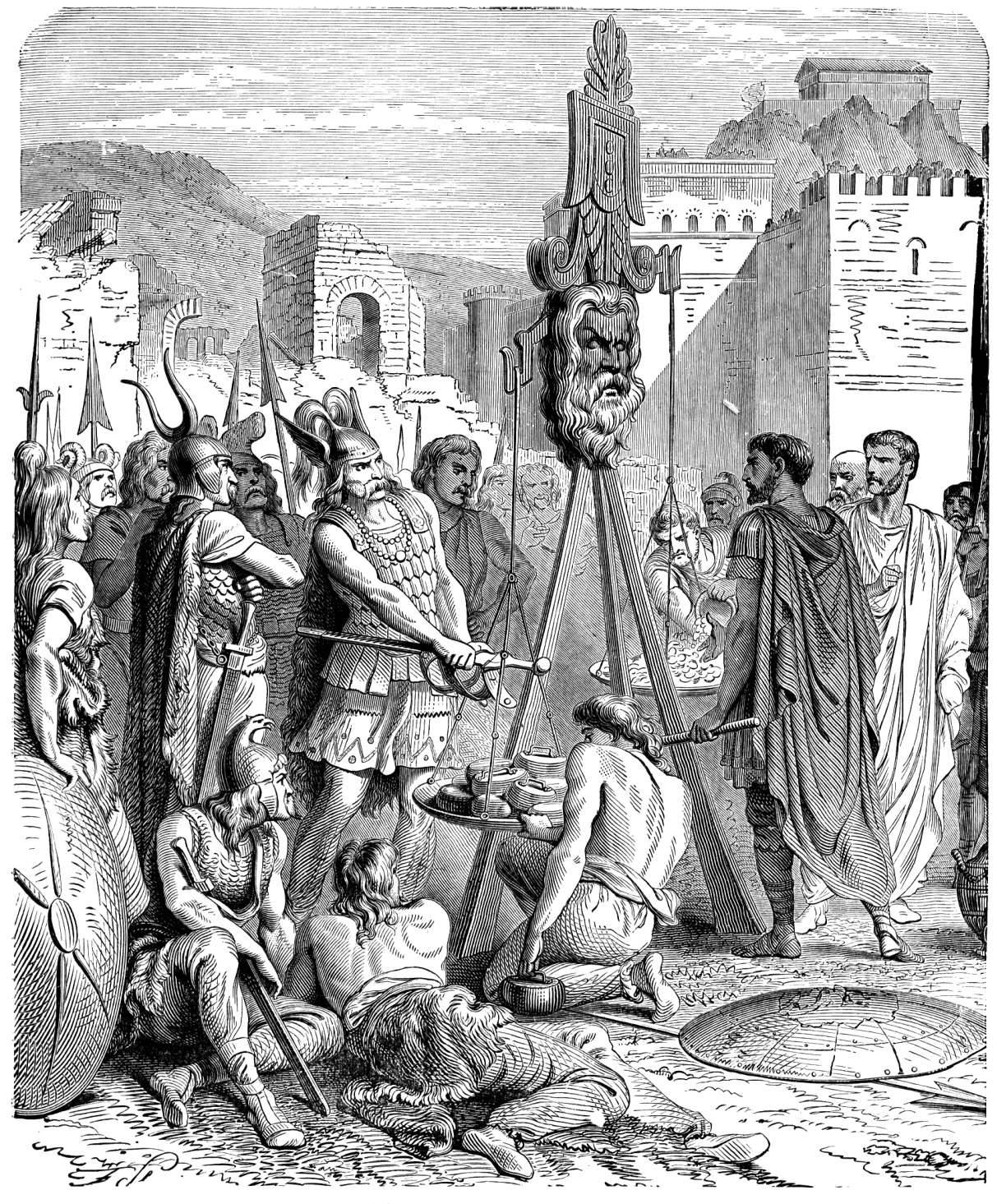
Brenno, capo dei Galli, e Marco Furio Camillo, dopo il sacco di Roma

Il tentativo romano di fermare i Galli a sole undici miglia da Roma, presso la confluenza del Tevere con il fiume Allia (oggi noto col nome di "Fosso della Bettina"), un corso d'acqua situato a 18 chilometri lungo la via Salaria, si risolse in una grave sconfitta delle Truppe di Roma. Il giorno della sconfitta, il dies Alliensis (18 luglio), divenne sinonimo di sciagura e fu registrato nei calendari imperiali come dies nefastus (giorno nefasto).
I superstiti, incalzati dai Galli, si ritirarono in ordine sparso entro le mura di Roma, dimenticando di chiuderne le porte, come riportato dallo storico Livio. I Galli misero a ferro e fuoco l'intera città, ivi incluso l'archivio di stato, cosicché tutti gli  avvenimenti antecedenti la battaglia risultano in gran parte leggendari e di difficile ricostruzione storica. In questo contesto di caos e distruzione, nel racconto di Tito Livio, si inserisce la figura leggendaria di Lucio Albinio che, semplice plebeo, aiutò le vergini Vestali a mettersi in salvo, fuggendo nella città di Cere.
L'irruzione dei Galli in Senato vide i senatori, seduti in modo composto sui propri scranni, tutti barbaramente massacrati. Narra Tito Livio (Ab Urbe condita, libro V, 41) l'episodio del senatore Marco Papirio: un gallo gli tirò la barba per vedere se fosse vivo e l'altero vegliardo lo colpì con lo scettro eburneo; il soldato gallo reagì, dando così il via al massacro. Solo il Campidoglio resistette e venne posto sotto assedio. Livio narra che i Galli decisero di dividere il proprio esercito, lasciandone una parte ad assediare i Romani, e inviando l'altra a razziare le campagne nei dintorni di Roma. Intanto la notizia del sacco di Roma e delle razzie in corso nelle campagne circostanti giunse ad Ardea, dove gli ardeatini decisero di affidare il comando dei propri soldati a Marco Furio Camillo, il quale riuscì a tendere un'imboscata al contingente gallico, uscito da Roma, e ad infliggergli, sempre secondo il racconto di Tito Livio, una sonora sconfitta. Allo stesso modo, anche i soldati romani che si erano ritirati a Veio riuscirono a battere in due scontri campali alcuni contingenti etruschi che, approfittando della situazione in cui versava Roma, ne stavano razziando le campagne più settentrionali.
Mentre l'assedio dei Galli continuava, senza che le reciproche posizioni mutassero, a Veio si decise di inviare un messaggero a Roma, Ponzio Comino, affinché portasse al Senato la proposta di nominare Furio Camillo dittatore. Ponzio riuscì a rompere l'assedio e il Senato poté nominare Camillo dittatore per la seconda volta. Subito dopo la leggenda narra che le oche sacre del tempio capitolino di Giunone avvisarono Marco Manlio, console del 392 a.C., del tentativo d'ingresso da parte dei Galli assedianti, facendo così fallire il loro piano. Intanto, mentre il Dittatore preparava le necessarie operazioni belliche, Roma, ormai allo stremo per la fame, trovò un accordo con i Galli, che erano stati colpiti da un'improvvisa epidemia.
Dopo diverse trattative, il tribuno Quinto Sulpicio Longo e il capo dei Galli, Brenno, giunsero ad un accordo, in base al quale i Galli sarebbero ripartiti senza arrecare ulteriori distruzioni in cambio di un riscatto pari a 1000 libre d'oro puro. In questo contesto si sarebbero verificati i famosi episodi della bilancia truccata da parte dei Galli per ottenere più oro, con Brenno che fa pesare anche la sua spada in segno di spregio, urlando: Vae victis! ("Guai ai vinti!"). Nel racconto di Livio, Marco Furio Camillo si oppose alla concessione del riscatto, in quanto stabilito illegalmente in sua assenza, e si preparò a dare battaglia ai Galli.
I Galli, sorpresi dall'evolversi degli avvenimenti, furono sconfitti in due battaglie campali (la seconda lungo la via Gabinia), a seguito delle quali vennero completamente massacrati. Per questa vittoria il dittatore Furio Camillo ottenne il trionfo a Roma. Secondo invece una interpretazione moderna di Emilio Gabba in contrasto con le fonti classiche, i Galli si ritirarono per fronteggiare gli attacchi dei Veneti, a nord dei loro territori originari, portando via il bottino di guerra.

## Conseguenze

### Reazioni immediate
Si racconta che i Galli sulla strada del ritorno, furono attaccati in Sabina dagli Etruschi di Caere (alleati dei Romani), i quali riuscirono a privarli del bottino che avevano depredato a Roma. I Ceretani diedero, inoltre, ospitalità a coloro che si erano rifugiati presso di loro, tra cui il fuoco perenne e le vestali ad esso preposte.
Roma, colpita duramente da questa invasione, vedeva il suo prestigio momentaneamente compromesso e i Latini, precedentemente soggiogati, tornarono a destare forti preoccupazioni nei Romani. Nei mesi successivi al saccheggio, la plebe chiese di trasferire la città nell'antica Veio che, anche se distrutta pochi anni prima dalla stessa Roma (nel 396 a.C.), appariva più sicura. La scelta di non modificare la collocazione dell'Urbe si deve allo stesso Marco Furio Camillo.
Roma ne usciva con un'economia a pezzi e con le riserve auree depauperate. La plebe poteva ora imporre leggi a proprio vantaggio nei confronti dell'oligarchia senatoria. La cerchia delle mura serviane venne nuovamente potenziata dopo dodici anni di nuovi lavori (nel 378 a.C.), costruzione che secondo la tradizione letteraria antica si doveva al penultimo re etrusco, Servio Tullio.

### Impatto sulla storia

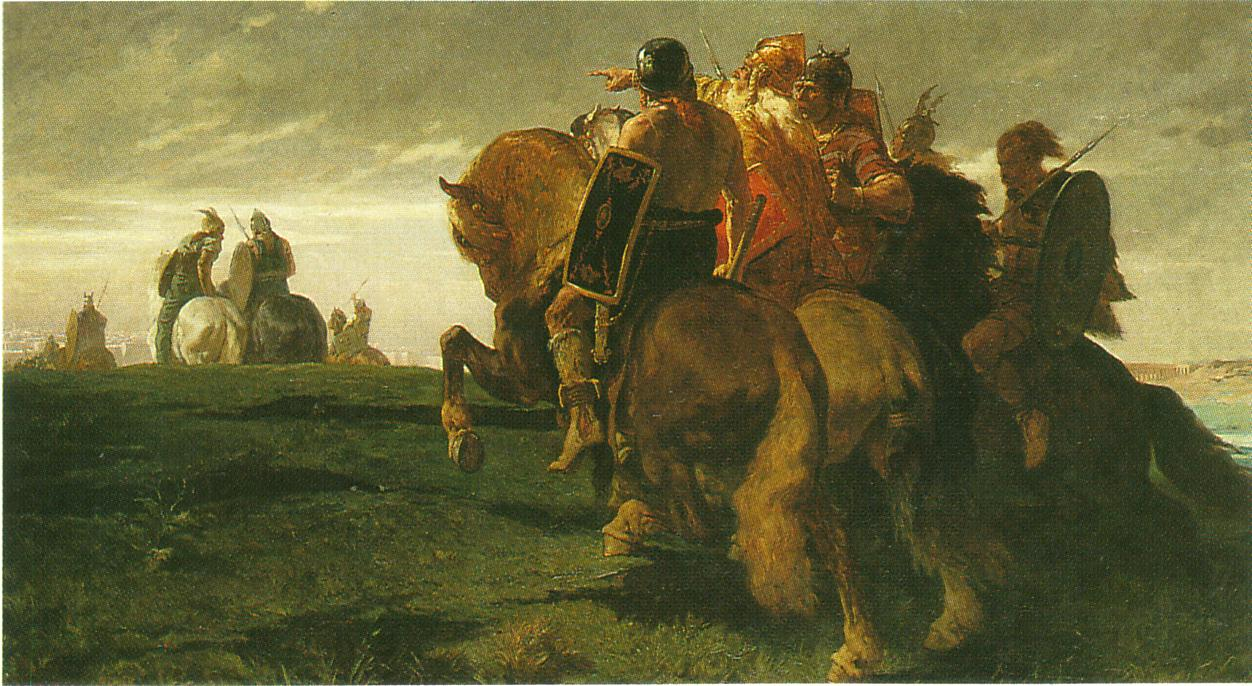
L'invasione gallica in un dipinto di Évariste-Vital Luminais.

In seguito a questi eventi i Romani potrebbero aver adottato un nuovo tipo di elmo (chiamato elmo di Montefortino, dal nome di una necropoli vicino ad Ancona, che venne utilizzato fino al I secolo a.C. dall'esercito romano,), uno scudo protetto da bordi in ferro ed un giavellotto (pilum) tale, da conficcarsi e piegarsi negli scudi avversari, rendendoli inutilizzabili per il prosieguo della battaglia. Plutarco racconta, infatti, che 13 anni dopo la battaglia del fiume Allia, in un successivo scontro con i Galli (databile al 377-374 a.C.), i Romani riuscirono a battere le armate celtiche, e ne fermarono una nuova invasione:
(Plutarco, Vita di Camillo, 41, 3-6.)